# Bothmer-Gymnastik
Die Bothmer-Gymnastik wurde zwischen 1922 und 1938 von Fritz Graf von Bothmer  entwickelt, als er den Turnunterricht an der ersten Waldorfschule in Stuttgart übernahm. Er entwickelte in Zusammenarbeit mit Rudolf Steiner die später nach ihm benannte Gymnastik.
Diese besteht aus einer Reihe von Bewegungsabfolgen, die auf die verschiedenen Entwicklungsstufen des Kindes abgestimmt sind. Die von ihm beschriebenen Übungen werden im pädagogischen Bereich, in der therapeutischen Arbeit mit Erwachsenen und Kindern und als Element in beratenden Tätigkeiten genutzt.
Die Bothmer-Gymnastik versteht sich dabei als eigenständige Bewegungsdisziplin mit anthroposophischem Hintergrund,  die mit den Kräften des Raumes umgeht. Der Übende lernt – von der Architektur der menschlichen Gestalt ausgehend – die Entfaltung seiner Bewegung im Raum zu beobachten, zu führen und weiterzuentwickeln.
Seit 2005 gibt es eine 4-jährige berufsbegleitende Ausbildung, seit 2000 existiert ein Berufsverband.